# Kikucsi Rjóko
Kikucsi Rjóko (Zama, Kanagava prefektúra, 1964. szeptember 15. –) japán űrhajósnő.

## Életpálya
A Tokió Egyetemen kínai nyelvből szerzett diplomát. A kiválasztási vizsgálatokon megfelelt és Akijama Tojohiro űrhajósjelölttel, felkészítésre a Szovjetunióba repülhetett. 1989. augusztus 17-től részesült űrhajóskiképzésben. Űrrepülésére nem került sor, tartalék űrhajós lehetett. Űrhajós pályafutását 1990. december 10-én fejezte be. Később a TBS  riportere lett, jelentett Moszkvából, majd Tokióból.

## Űrrepülések

### Tartalék személyzet
Szojuz TM–11 tartalék kutató-pilóta.